# Ольденбургская, Тереза Петровна
Принцесса Тереза (Тереза Вильгельмина Ольга Фредерика) Петровна Ольденбургская (30 марта 1852, Санкт-Петербург — 19 апреля 1883, там же) — член российского императорского дома, в браке — герцогиня Лейхтенбергская.

## Жизнь
Младшая дочь принца Петра Георгиевича Ольденбургского и его супруги Терезы Вильгельмины, принцессы Нассауской. По отцу приходилась правнучкой императору Павлу I. Выросла в тихой и спокойной семейной обстановке. В 1876 году вместе с отцом предприняла поездку в Испанию, в Мадриде они посетили короля и несколько дней пользовались его радушным гостеприимством.
12 мая 1879 года она вышла замуж за Георгия Максимилиановича, 6-го герцога Лейхтенбергского. Он был сыном Максимилиана, 3-го герцога Лейхтенбергского и великой княгини Марии Николаевны, дочери императора Николая I. Так как старший брат Терезы Александр был женат на старшей сестре Георгия Евгении, то брак их, будучи несогласным с законами православной церкви, совершился почти тайно в Штутгарте и без всякого правительственного оповещения.
В семье родился единственный ребёнок Александр, 7-й герцог Лейхтенбергский (1881—1942). Несмотря на то, что супруг Терезы был потомком императрицы Жозефины, семья жила небогато. Как и отец, Тереза Петровна занималась благотворительностью. С 1879 года состояла попечительницей Покровской женской гимназии. 26 декабря 1882 года была награждена большим крестом ордена Святой Екатерины.
Скончалась от чахотки в Петербурге и была похоронена с большой торжественностью в семейной усыпальнице Ольденбургских на кладбище Сергиевой пустыни . По словам А. А. Половцова, «принцесса Тереза была последней приличной особой дома герцогов Лейхтенбергских».
О её супруге современники отзывались, как о человеке красивой внешности, но глупом и жалком. «Он был дураком в полном смысле слова и притом набитый чванством, лишенным всякого основания, но исходящим более всего из преследующей его мысли, что, как всем известно, он — сын Григория Строганова», — писал А. А. Половцов. Его второй женой была черногорская принцесса Стане, которая родила ему ещё двоих детей.

### Титулы
- 30 марта 1852 — 12 мая 1879 Её Императорское Высочество Принцесса Тереза Ольденбургская
- 12 мая 1879 — 19 апреля 1883: Её Императорское Высочество Герцогиня Тереза Лейхтенбергская